# Зеда-Циплаваке
Зеда-Циплаваке (груз. ზედა წიფლავაკე) — село в Грузии, на территории Зестафонского муниципалитета края (мхаре) Имеретия.

## География
Село находится в западной части Грузии, к северу от реки Дзирула, на расстоянии приблизительно 5 километров (по прямой) к востоко-северо-востоку от города Зестафони, административного центра муниципалитета. Абсолютная высота — 499 метров над уровнем моря.

## Население
По результатам официальной переписи населения 2014 года, в Зеда-Циплаваке проживало 155 человек (79 мужчины и 76 женщин). В национальной структуре населения грузины составляли 100 %.
| Год  | Население, человек |
| ---- | ------------------ |
| 2002 | 200                |
| 2014 | ↘ 155              |